# London Platinum and Palladium Market
Der London Platinum and Palladium Market (LPPM) ist der wichtigste außerbörsliche Handelsplatz für Platin und Palladium sowie einer der global bedeutenden Rohstoffhandelsplätze in der City of London. Hier wird seit 1989 der Weltmarktpreis für Platin und der Weltmarktpreis für Palladium festgestellt.

## Geschichte

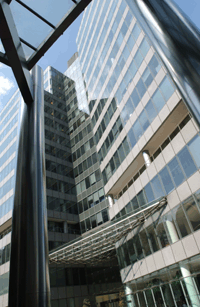
Die Financial Services Authority reguliert seit 1987 den London Platinum and Palladium Market

Der Handel am London Platinum and Palladium Market hat eine viel kürzere Geschichte, als der Handel am London Bullion Market, der seit dem 17. Jahrhundert durchgeführt wird. Die britische Hauptstadt war historisch für Platin und Palladium ein wichtiges Zentrum. Der Handel wurde Anfang des 20. Jahrhunderts eingeführt, neben den schon länger etablierten Barrenmetallen.
1973 führten einige Metallhändler die „London Platinum and Palladium Quotation“ ein, den Vorläufer der Fixings. Dabei wurde zweimal täglich eine Indikation für den Platin- und Palladiumpreis am Spotmarkt gestellt.
1979 trafen führende Händler aus London und Zürich eine Vereinbarung, um die Herkunft und Spezifikationen für die Edelmetalle zu standardisieren, die sie als „Good Delivery“-Lieferung akzeptieren würden.
Am 5. Mai 1987 erfolgte die Gründung des London Platinum and Palladium Market in enger Absprache mit der Bank of England, die damals die Regulierungsbehörde für den Edelmetallmarkt war. Die primäre Regulierungsbehörde in Großbritannien ist seitdem die Financial Services Authority.
1989 wurden die Quotierungen von Platin und Palladium ausgeweitet und zu vollwertigen Fixings ausgebaut.

## Preisermittlung
Zweimal täglich wird das Platin- und Palladiumfixing telefonisch mit dem Ziel durchgeführt, möglichst viele Transaktionen zu einem Fixpreis abzuwickeln:
- Vormittag: Montag bis Freitag 9:45 Uhr UTC (10:45 Uhr MEZ)
- Nachmittag: Montag bis Freitag 14:00 Uhr UTC (15:00 Uhr MEZ).

Die Sitzung findet an jedem Arbeitstag unter Vorsitz der Standard Bank statt. Zu dieser Veranstaltung treffen sich jeweils ein Vertreter der
- Standard Bank PLC,
- BASF Metals Limited,
- Goldman Sachs International,
- HSBC Bank USA NA London Branch und
- Johnson Matthey,

die alle Mitglieder am London Platinum and Palladium Market sind.

## Handelsstruktur
Der außerbörsliche Handel mit Platin- und Palladiumbarren wird vom London Platinum and Palladium Market durchgeführt. Ihre Mitglieder sind große internationale Banken, Hersteller, Veredler, Verarbeiter, Produzenten und Händler auf der ganzen Welt. Sie handeln in der Regel untereinander und mit ihren Kunden auf eigene Rechnung, was bedeutet, dass sie alle Risiken tragen. Zu den Kunden zählen hauptsächlich institutionelle Investoren.
Im Gegensatz zu einer Terminbörse bietet der außerbörsliche Markt eine gewisse Flexibilität und Vertraulichkeit bei den Transaktionen, die zwischen den beiden Auftraggebern durchgeführt werden. Nicht alles zwischen den Parteien gehandelte Edelmetall wechselt langfristig den Eigentümer. Ein Teil des Handelsvolumens sind spekulative Transaktionen.

## Good-Delivery-Barren
Zum Handel sind nur Barren von Affinerien und Münzprägeanstalten zugelassen, die bestimmte Qualitätsanforderungen erfüllen. Standardbarren der LPPM haben ein hohes Gewicht und eine hohe Feinheit. Das Gewicht eines Standardbarrens aus Platin und Palladium mit einem Feingehalt von 99,95 % („Good-Delivery-Barren“) darf zwischen 1 und 6 Kilogramm (32,151 und 192,904 Feinunzen) variieren. Neben der Bezeichnung der Edelmetallsorte („PT“ oder „PLATINUM“ bzw. „PD“ oder „PALLADIUM“) müssen die Feinheit, die Marke des Herstellers, das Herstellungsjahr, das Gewicht in Gramm, Kilogramm oder Feinunzen und die Barrennummer auf den Barren eingestanzt sein. Die Barrennummer dient zur Identifikation jedes Barrens und wird vom Produzenten in einem Verzeichnis eingetragen.
Das internationale Gütesiegel „good-delivery“ (deutsch: „in guter Auslieferung“) garantiert die aufgeprägten oder eingestanzten Merkmale wie Feinheit und Gewicht sowie die ständige, ununterbrochene Aufbewahrung in akzeptierten Lagerungsanstalten. Barren mit Good-Delivery-Status werden weltweit akzeptiert und gehandelt. Bei Platin und Palladium werden die Barren nicht „bullion“, sondern „ingot“ bzw. „plate“ genannt.
Auf der „Good Delivery List“ der LPPM stehen aus Deutschland zwei Unternehmen (Heraeus, Saxonia Edelmetalle), aus der Schweiz vier Unternehmen (Argor-Heraeus, Metalor Technologies, Pamp SA, Valcambi) und kein Hersteller aus Österreich.